# Spisy vydávané Přírodovědeckou fakultou Masarykovy univerzity
Spisy vydávané Přírodovědeckou fakultou Masarykovy univerzity (abreviado Spisy Přír. Fak. Masarykovy Univ.) fue una revista con ilustraciones y descripciones botánicas que fue editada en Brno desde el año 1912 hasta 1958. Se publicaron 399 números con el nombre de Spisy vydávané Přírodovědeckou fakultou Masarykovy univerzity. Publications de la Faculte des Sciences de l'Universite Masaryk. Fue reemplazada por Spisy Přírodovědecké Fakulty Universit J. E. Purkinje v Brně.